# Manuel Cardoso (Komponist)
Manuel Cardoso (* Dezember 1566 in Fronteira no Alemtejo; † 24. November 1650 in Lissabon) war ein portugiesischer Sänger, Organist, Chorleiter und Komponist.

## Schule von Évora
Bruder Manuel Cardoso gilt als der größte Polifonist der portugiesischen Renaissance und stammt aus einer bemerkenswerten Generation portugiesischer Komponisten, die im 16. und 17. Jahrhundert für immer die Musikgeschichte von Portugal geprägt haben. Die sogenannte Generation der Polifonisten von Évora stellt die Glanzzeit der Kirchenmusik in Portugal dar.

## Leben
Die biographischen Daten von Cardoso wurden von dem Karmeliter Chronisten Frei Manuel de Sá gesammelt und 1724 herausgegeben, also 74 Jahre nach dem Tode des Komponisten.
Seine musikalische Ausbildung erhielt er im Priesterseminar in Évora; er wirkte danach zunächst als Chorleiter der örtlichen Kathedrale. 1589 trat er dem Karmeliterorden bei. Er genoss einen ausgezeichneten Ruf als Musiker und wurde deshalb nach der Wiederherstellung der portugiesischen Selbständigkeit im Jahre 1640 auch auf Betreiben des Königs zum Subprior und Musikdirektor des Karmeliterklosters in der Hauptstadt Lissabon berufen. Er schuf im Wesentlichen geistliche Vokalmusik, darunter Messen und Motetten, und zählt bis heute zu den bedeutendsten portugiesischen Organisten und Komponisten seiner Zeit.

## Werke
Die Werke  Cardosos, die bis heute übermittelt werden konnten, sind in fünf Büchern gesammelt, die alle zu Lebzeiten des Autors  in Lissabon zwischen 1613 und 1648 herausgegeben wurden. Alle übrigen Werke gingen im Erdbeben von 1755 verloren, in dem auch das Karmeliterkloster von Lissabon zerstört wurde, zusammen mit dem Grab Cardosos. Zitat über das Erdbeben in Lissabon 1755: „Bei  diesem Ereignis ging ein Großteil des  künstlerischen und musikalischen Erbes der portugiesischen Hauptstadt für immer verloren.“ Aus diesem Grund wissen wir heute nicht, ob Cardoso die Mittel der Frühbarockmusik (in einigen Werken) ausprobiert hat oder nicht. Er hat mehrchörige Werke komponiert (mit 8, 9 und 12 Stimmen), aber keines wurde übermittelt. Alle seine bekannten Werke sind vokalgeistliche Musik, also begrenzt in der liturgischen Formen (Messen und Motetten) und immer im Dienste von Liturgie und Religion. Sein heutzutage bekanntestes Werk ist die Missa de Requiem für 6 Stimmen.
- Cantica beatae Mariae Virginis quaternis et quinis vocibus, gedruckt bei Petrus Crasbeeck 1613 in Lissabon OCLC 46867372 RISM ID: 990008794
- Missae quaternis, quinis et sex vocibus, Liber primus, Pedro Craesbeck, Lissabon, 1625. RISM ID: 990008795 Das Buch enthält fünf Messvertonungen, darunter die oben genannte Missa de Requiem für 6 Stimmen, und die Motette Sitivit anima mea. Die Publikation ist seinem Gönner, dem Herzog von Braganza, dem späteren Johann IV., König von Portugal, gewidmet.[1]
- Missae quaternis, quinis et senis vocibus, liber secundus, Laurentius Crasbeeck, Lissabon, 1636 RISM ID: 990008796
- Missae de Beata Virgine Maria quaternis, quinis et senis vocibus, gedruckt bei Laurentius Crasbeeck 1636 in Lissabon. Die Ausgabe enthält acht Messvertonungen. OCLC 46867309 RISM ID: 990008797
- Livro de varios motetes, officio da semana santa e outras cousas, Laurentius Crasbeeck, Lissabon, 1648 RISM ID: 990008798 Das Buch enthält Motetten in der Abfolge der Feste des Kirchenjahrs. Am Ende folgt eine vierstimmige Missa pro Defunctis.[1]

## Einspielungen (Auswahl)
- Missa Miserere Mihi Domine (Kyrie, Gloria, Credo, „Sitivit anima mea“ Motette, Magnificat, Sanctus, Benedictus, „Non Mortui Qui Sunt In Inferno“ Motette, Agnus Dei I und II) und Magnificat secundi toni, eingespielt vom Ensemble Vocal Européen unter der Leitung von Philippe Herrerweghe und 1997 beim Label Harmonia Mundi veröffentlicht
- Livro de varios motetes, officio da semana santa e outras cousas, eingespielt vom Vocal Ensemble Vasco Negreiros unter der Leitung von Vasco Negreiros (* 1965), 2005 veröffentlicht beim Label Altus
- M. Cardoso: Missa Veni sponsa Christi – Magnificat VII Toni – Aquam quam ego dabo – Turbae que praecedebant. Eingespielt vom a cappella Chor Zürich unter der Leitung von Piergiuseppe Snozzi in der Klosterkirche St. Katharinental in Diessenhofen OCLC 775006577
- Non mortui, 2010 eingespielt von The Monteverdi Choir unter der Leitung von John Elliott Gardiner und 2014 bei Chandos Records veröffentlicht

- Manuel Cardoso: Requiem, Lamentations, Magnificar & Motets. Ensemble Cupertinos, Leitung: Luís Toscano, eingespielt vom 21. bis 23. September 2016 in der Basílica do Bom Jesus in Braga und 2019 bei Hyperion Records veröffentlicht.

- Introitus Requiem aeternam der Missa de Requiem für 6 Stimmen, eingespielt vom Ensemble Sansara unter der Leitung von Tom Herring im Juni 2016 im Merton College in Oxford, veröffentlicht 2017 bei Convivium Records OCLC 1020480220

- Magnificat quinti toni; Magnificat octavi toni, Missa secundi toni, Aquam quam ego dabo; Ecce mulier Chananea. Sitivit anima mea, Non mortui. Eingespielt vom Choir of Girton College, Cambridge unter der Leitung von Gareth Wilson im Ushaw College in Durham vom 13. bis 16. Juli 2017 OCLC 1055419974